# Plagiomnium rugicum
Plagiomnium rugicum là một loài Rêu trong họ Mniaceae. Loài này được (Laurer) T.J. Kop. mô tả khoa học đầu tiên năm 1968.